# البنك الدولي في تركيا
قامت مجموعة البنك الدولي بإمداد تركيا بالمعونات ووفرها لها وسائل لتعزيز التنمية منذ يوليو 1950، والذي بدأ بإنفاذ سلسلة من مشروعات إقامة الموانئ والمشروعات التنموية التي تهدف إلى إنعاش الاقتصاد التجاري والاستقرار الزراعي داخل المنطقة. كانت هذه الموانئ المؤسسة جزءاً لا يتجزأ من تطور ونجاح النمو الاقتصادي والاستقرار في جميع أنحاء الجمهورية التركية التي تحيط بها المياه من ثلاث جهات. من خلال جهود ومشاركة مجموعة البك الدولي، أصبحت تركيا واحدة من أكبر البلدان النامية من الطبقة المتوسطة من حيث الدخل المرتبط بالمجموعة، كما أصبحت الآن واحدة من الاقتصادات الأكثر رسوخاً في جميع أنحاء العالم. من 1950 حتى 2017 تركزت الجهود التي يبذلها البنك الدولي داخل وحول المناطق الشاسعة التي تضم جمهورية تركيا نحو الحفاظ على البيئة والنمو الاقتصادي والاستقرار، وإنشاء البنية التحتية، وتعزيز التعليم، وتنمية الاهتمام بالطاقة والاستدامة.

## التاريخ
بعد سنة 1950 عنت تركيا اضطرابات اقتصادية بمعدل اضطراب كل عشر سنوات؛ وقد حدثت أخطر أزمة في أواخر السبعينيات. وفي كل مرة، شهدت تركيا فترة النمو السريع بقيادة التصنيع، اتسمت بارتفاع حاد في الواردات، فينتج عنها أزمة في ميزان المدفوعات. خفض قيمة الليرة التركية وبرامج التقشف المصممة للتقليل من الطلب على السلع الأجنبية كانت تـُنفـَّذ حسب ارشادات صندوق النقد الدولي. تلك الاجراءات أدت، في المعتاد، إلى تحسن كافي في الحسابات الخارجية للدولة لتجعل من الممكن استئناف إقراض تركيا من الدائنين الأجانب. وبالرغم من أن التدخلات العسكرية في 1960 و 1971 كانت مدفوعة جزئياً بمصاعب اقتصادية، نرى أنه بعد كل تدخل كان السياسيون الأتراك يرفعون الانفاق الحكومي، مما يسبب إسراع عجلة الاقتصاد التركي لدرجة السخونة الزائدة (اضطراب ميزان المدفوعات بسبب الواردات). وفي غياب إصلاحات بنيوية جادة، عانت تركيا بشكل مستمر من عجز في الحساب الجاري، اعتادت أن تموّله بالاقتراض الخارجي مما جعل الدين الخارجي للدولة يرتفع من عـِقد إلى عـِقد، ليبلغ في عام 1980 نحو 16.2 مليار دولار، أو أكثر من ربع الناتج المحلي الاجمالي السنوي. وبلغت تكلة خدمة الديون في ذلك العام 33% من صادرات السلع والخدمات.
وفي أواخر السبعينيات، بلغ الاقتصاد التركي أسوأ أزماته منذ سقوط الدولة العثمانية. فقد فشلت السلطات التركية في اتخاذ اجراءات كافية لضبط آثار الارتفاع الحاد في أسعار النفط في 1973–74 وقامت بتمويل العجز الناجم بقروض قصيرة المدى من المقرضين الأجانب. وبحلول 1979 بلغ التضخم مستوى الثلاث أعداد (أي أكثر من 100%)، وارتفعت البطالة إلى نحو 15%، وأصبحت الصناعة تعمل بنصف قدرتها، ولم تعد الحكومة قادرة على دفع حتى فوائد الديون الأجنبية. وبدا أن تركيا لن تتمكن من التنمية بدون أزمات إلا إذا تم اتخاذ تغييرات رئيسية في منهاج الحكومة في التنمية بإحلال الواردات. شك العديد من المراقبين في قدرة السياسيين الأتراك على القيام بالإصلاحات المطلوبة.
الطبيعة البشرية لا تحب الاعتراف بالخطأ وأنهم خربوا ما كان موكلاً إليهم. ولكن ما فعل الجنرال كنعان إڤرن، بتشجيع من صندوق النقد الدولي، هو أن أرسل، في السبعينيات، شباباً نابهين ليعملوا في الصندوق (كمال درويش) وفي البنك الدولي (طرغد أوزال). هؤلاء الشباب عادوا وأقاموا حكماً مدنياً غير متخاصم مع العسكر وطوّروا التعاون مع الصندوق وتنفيذ توصياته. وبعد تولي أوزال الحكم، قام بتخفيف حكم السجن المؤبد على الجنرالين كنعان إڤرن وتحسين شاهين‌كايا، لقتلهم رئيس الوزراء عدنان مندريس، إلى ثمان سنوات بالمستشفى.

## الإصلاح الهيكلي
حسب البنك الدولي، كان أداء تركيا منذ 2000 لافتاً. وكان الاستقرار المالي والاقتصادي الكلي في قلب أدائها، مما مكنها من زيادة معدلات التوظيف والدخل وجعل تركيا من بلدان الدخل المرتفع-المتوسط. انخفض معدل انتشار الفقر إلى أكثر من النصف خلال الفترة من 2002 إلى 2015، وانخفض الفقر المدقع بوتيرة أسرع. خلال هذا الوقت، انتقلت تركيا إلى حد كبير، أصبحت منفتحة للتجارة الخارجية والتمويل، وقامت بسن العديد من القوانين واللوائح المتوائمة مع معايير الاتحاد الأوروپي، وسعت إلى حد كبير إلى تسهيل وصول المواطنين إلى الخدمات العامة. كما تعافت بشكل جيد من الأزمة المالية العالمية 2008/09.
على الرغم من أن توقعات النمو في تركيا قوية بشكل معقول، مع معدل نمو متوقع بنسبة 4.7 ٪ لعام 2018 وعلى المدى المتوسط، فإنها تواجه تحديات للانتقال إلى حالة الدخل المرتفع. وتواجه انجازات الاقتصاد الكلي في تركيا اختباراً عبر آفاق مستقبلية غير غامضة. لقد أثرت التحديات المحلية والبيئة الجيوسياسية المتدهورة بشكل سلبي على الصادرات والاستثمار والنمو.
أدى تدفق أكثر من 3 ملايين لاجئ سوري في 2016/2017 إلى خلق مطالب اجتماعية واقتصادية وسياسية جديدة، خاصة في المراكز الحضرية حيث استقر معظم اللاجئين. ستحتاج الحكومة إلى اتخاذ تدابير قوية لتنشيط الاستثمار الخاص، وتعزيز النمو، واستئناف التقارب التركي مع أوروپا. وعلى وجه الخصوص، هناك حاجة إلى زخم جديد لتحسين جودة التعليم وزيادة الإنتاجية من خلال المزيد من الابتكار.

## إستراتيجية البنك في تركيا
تتمتع تركيا ومجموعة البنك الدولي بشراكة قوية موضحة في إطار الشراكة القطرية الذي تم إعدادها مؤخراً، إستراتيجية البنك الدولي للسنوات المالية 18-21. يوضح إطار الشراكة القطرية المجالات الرئيسية لمشاركة البنك الدولي، من الناحيتين التقنية والمالية.
تقترح إطار الشراكة القطرية مجموعة مختلطة من الأدوات، المنبثقة من المؤسسات التابعة للبنك الدولي مثل البنك الدولي للإنشاء والتعمير، ومؤسسة التمويل الدولية، ووكالة ضمان الاستثمار متعددة الأطراف.
تدعم محفظة استثمارات مجموعة البنك الدولي مجموعة متنوعة من القطاعات، مع تنفيذ كل من البرامج الجارية والمزمعة في قطاع الطاقة، تطوير القطاع المالي والخاص، التنمية الحضرية، النقل، الضمان الاجتماعي، تنمية سوق العمل، والرعاية الصحية. تبل قيمة تمويلات البنك الدولي للإنشاء والتعمير عن السنة المالية 18-21 5-7.5 بليون دولار، بينما من المتوقع أن تبلغ مساهمة مؤسسة التمويل الدولية في البرنامج الاستثماري 600-800 مليون دولار.

### مجالات التعاون الرئيسي
جاري تنفيذ برنامج إطار الشراكة القطرية الحالي (2018-21) بشكل جيد. هناك مبلغ متوقع قيمته 1.1 بليون دولار لتمويل مشروعات جديد ستحصل عليه تركيا في نهاية 2018 (مشروع المدن المستدامة 2، 91 مليون دولار؛ مشروع توسيع مخزون الغاز، 600 مليون دولار؛ مشروع الوصول الشامل للتمويل، 400 مليون دولار).
ومن مجالات التعاون الرئيسية بين البنك الدولي وتركيا مساعدة الحكومة في الاستجابة لعدد كبير من اللاجئيين السوريين في تركيا. يعمل البنك الدولي بالتعاون مع مرفق الاتحاد الأوروپي للاجئين في تركيا وتوفر دعماً في مناطق الدعم والتكيف الاجتماعي، أسواق العمل والاقتصاد والتعليم، وكذلك في المجالات المتداخلة لجمع البيانات والقياس والمراقبة.
بالإضافة لصناديق مرفق الاتحاد الأوروپي للاجئين في تركيا، فالمحفظة مدعومة أيضاً بمجموعة صناديق أمانة، من أشهرها صندوق التكنولوجيا النظيفة، صناديق صك الاتحاد الأوروپي للمساعدة قبل الانضمام، مرفق البيئة العالمي، الوكالة السويدية للتعاون الدولي للتنمية، صناديق النوع.
في 2017، تم التوقيع على أول اتفاقية للخدمات الاستشارية القابلة للسداد بين البنك الدولي ووزارة التنمية التركية والخاصة بتعزيز قدرة الحكومة التركية على إدارة الشراكات بين القطاعين العام والخاص بفعالية.
البنك الدولي هو الشريك الرئيسي لتركيا في توفير التمويل والمشورة حول مشروعات تحسين البنية التحتية والخدمات المعقدة ذات الأولوية في البلاد. كما يلعب البنك الدولي دوراً محورياً في زيادة التمويل من أجل التنمية من خلال الاستفادة من الشراكات مع المؤسسات المالية الدولية الأخرى وتحفيز التمويل التجاري. ومن الأمثلة الحديثة للدور الناجح للبنك الدولي في تعبئة التمويل مشروع خط أنابيب الغاز عبر الأناضول.
وساعد تمويل البنك الدولي البالغ 800 مليون دولار والرعاية الواجبة للمشروع بأكمله على الاستفادة من 1.2 مليار دولار أمريكي من الوكالة الدولية لضمان الاستثمار لدعم ضمانات الاقتراض التجاري وجذب التمويل المشترك لأكثر من مليار دولار أمريكي من البنك الآسيوي للبنية التحتية والاستثمار والبنك الأوروپي للإنشاء والتعمير. كما يساعد البنك نظرائه في الوصول إلى صناديق المناخ وجذب التمويل المشترك للمنح من أجل مختلف المشاريع الاستثمارية في قطاعات البلدية والطاقة والري والنقل وغيرها من القطاعات.

## مشروعات البنك الدولي في تركيا
تعهد البنك الدولي للإنشاء والتعمير بالالتزام الكامل بمبلغ 4.2 مليار دولار المخصصة بصفة أساسية لمواصلة تطوير الطاقة وإمكانية الوصول إلى خطوط الأنابيب بالإضافة إلى الرعاية الصحية والاستقرار الحضري والاستثمار الخاص. يوجد في الوقت الحالي 11 مشروع قيد التطوير والتنفيذ بما يتماشى مع إستراتيجية خطة التنمية الوطنية من أجل تشجيع الدولة من الناحية التكنولوجية والمالية على الساحة العالمية.
عام 2012، قامت استراتيجية الشراكة القطرية (CPS) بتشغيل تشخيص منهجي أدى إلى تحلل البيانات لإظهار الإجراءات اللازمة لضمان النجاح الاقتصادي وتجنب الركود الوطني. تحليل القوى العاملة في القطاع العام والخاص، وتطوير الأعمال، والمجموعات الاجتماعية، قامت الحكومات التركية بالتعاون مع خطة البنك الدولي باستخدام هذه المعلومات لصنع قرارات مستنيرة فيما يتعلق بخطط التنمية الوطنية. عادة ما تدعم إستراتيجية الشراكة القطرية إنفاذ الأهداف الفردية المختارة، أولاً، زيادة معدلات التوظيف، ثانياً، تحسين المساواة في جميع المجالات العامة، وأخيراً، مواصلة تأسيس التنمية المستدامة. يبرهن المناخ الاقتصادي على خلق فرصة قوية لتركيا من أجل الهيمنة على صناعة الطاقة وتأسيس نفسها كقوة رائدة فيما يتعلق بموارد الطاقة البديلة للوقود الأحفوري وطاقة الرياح والطاقة الحرارية الارضية وأشكال أخرى من موارد الطاقة المستدامة.
في 1 نوفمبر 2016، وافق البنك الدولي على مشروع لتنمية الطاقة الحرارية الأرضية، وتعهد بمبلغ 250 مليون دولار من إجمالي 352 مليون دولار اللازمين لإكمال المشروع. من المتوقع أن ينتهي هذا المشروع بحلول ديسمبر 2022 وسيساعد في واصلة طريق إنتاج الطاقة المتجددة والمستدامة. يهدف مشروع تنمية الطاقة الحرارية الأرضية إلى الحد من الأثر الصناعي للموارد الطبيعية، تلوث الهواء، وخلق وسيلة أكثر استدامة لإنتاج الطاقة. مع الاقتصاد التركي المتصاعد، فإن اتباع التقنيات الحديثة لإنتاج الطاقة قد يمنح مزيداً من الاستقرار والقوة لحضور البلاد دولياً على الساحة العالمية.

## ديون صندوق النقد والبنك الدولي
في منتصف عام 2015 أعلن الرئيس التركي رجب طيب أردوغان الذي كان آنذاك رئيساً للوزراء تمكن بلاده من تسديد جميع ديونها المستحقة لصندوق النقد الدولي، الذي كان لها معه ماض متوتر، مما يجعلها عضوا في نادي الدول غير المدينة للمؤسسة الدولية، وقال: «تركيا تمكنت – وبعد فترة طويلة- من التسديد الكامل لدينها لصندوق النقد الدولي».
وفي آخر دفعة، سدد البنك المركزي التركي الشريحة الأخيرة من الدين البالغة 412 مليون دولار إلى المؤسسة المالية الدولية، وبذلك أصبحت تركيا لأول مرة بلا ديون لصندوق النقد منذ 52 عاماً، بعد أن كانت مدانة لدى الصندوق بأكثر من 16 مليار دولار عام 2002، حيث مرت تركيا مطلع العقد الماضي بأزمة اقتصادية حادة، وخضعت لإصلاحات اقتصادية شديدة مقابل الحصول على المساعدات المالية للصندوق.
وتمكن حزب العدالة والتنمية منذ توليه السلطة عام 2002 من انتهاج سياسات اقتصادية عززت النمو الاقتصادي، وأسهمت في خفض نسبة الدين العام في البلاد، حيث تضاعف إجمالي الناتج المحلي لتركيا تقريبا منذ بدء هذه الإصلاحات. وأصبحت تركيا اليوم ضمن دول العشرين الأقوى اقتصادياً في العالم، والتي تعرف بمجموعة العشرين.
وكان نقل عن علي باباجان نائب رئيس الوزراء التركي آنذاك والذي يطلق عليه «مهندس التجربة الاقتصادية التركية» قوله إن تركيا التزمت بالمساهمة بما يصل إلى خمسة مليارات دولار في عمليات صندوق النقد الدولي، عازياً نجاح بلاده في تسديد ما عليها من ديون إلى أن الحكومة أعطت الأولوية لنمو القطاع الخاص.